# Hilarimorpha stena
Hilarimorpha stena är en tvåvingeart som beskrevs av Webb 1974. Hilarimorpha stena ingår i släktet Hilarimorpha och familjen Hilarimorphidae. Inga underarter finns listade i Catalogue of Life.